# 李朝刑書
越南李朝的《刑書》（越南語：Luật Hình thư），共三卷，是一部刑律匯編，於1042年由李太宗下令制定。李朝的《刑書》是越南歷史上最早的成文刑書，原書雖佚，但卻影響了日後越南封建王朝的刑法制度，在越南法權史具有重要地位。

## 制定及頒行

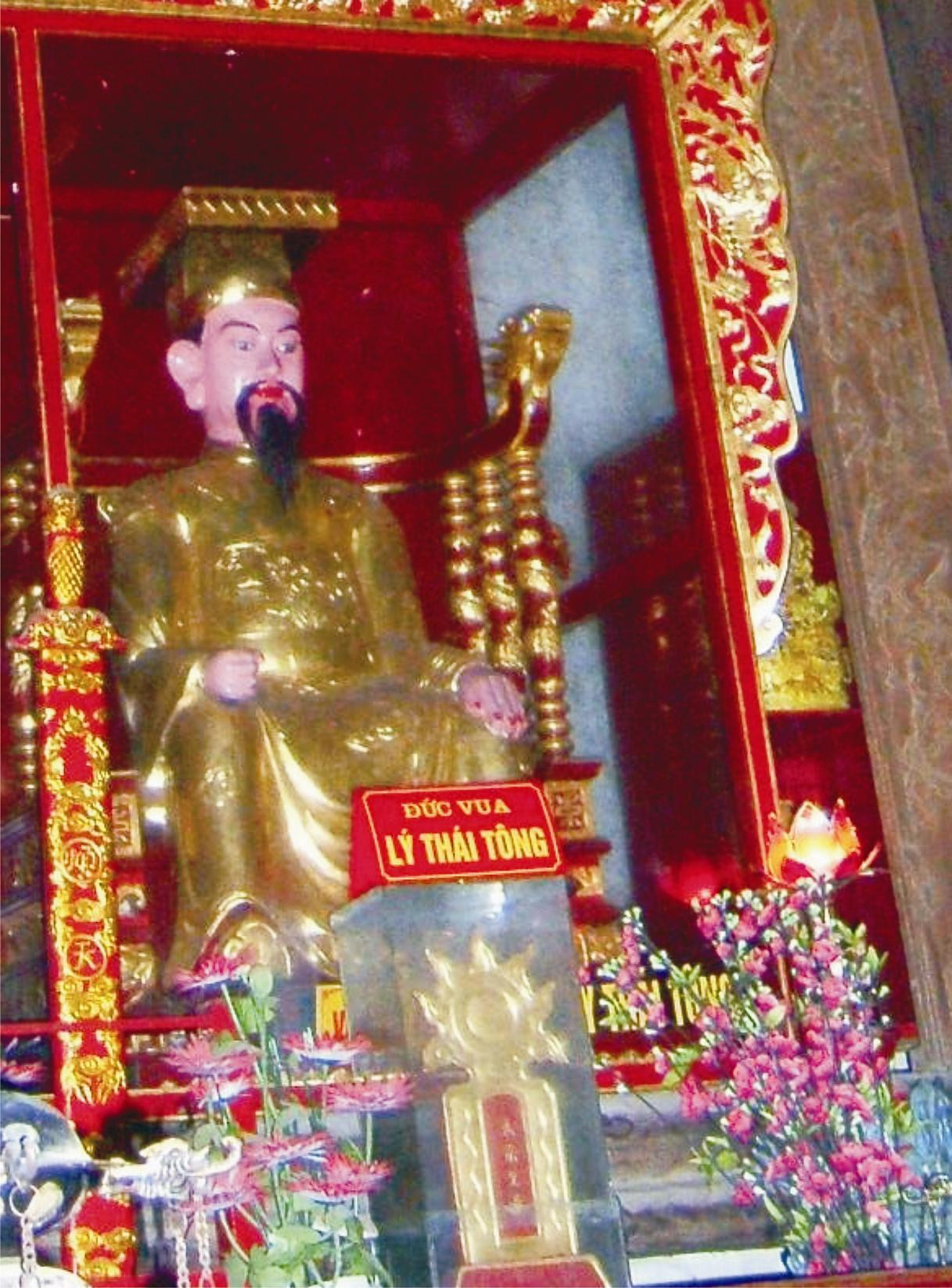
李太宗皇帝像

越南李朝的《刑書》是在1042年（李乾符有道四年，十月起改為明道元年） 農曆十月，由太宗皇帝下令編成。在此之前，越南的法律制度尚未成熟，雖已有成文的法律，但都是不成系統的條文，審案時帶有相當的隨意性，沒有統一標準。這一狀態，形成了不少法律問題，據越南史籍《大越史記全書》所載，當時「天下（指李朝領土）獄訟煩擾，法吏拘律文務為深刻，甚者或至枉濫」，李太宗有鑑於此，便下令「中書刪定律令，參酌時世之所適用者，敍其門類，編其條貫，別為一代刑書，使觀者易知，書成，詔頒行之，民以為便」。從此，這部《刑書》起到了「治獄之法，坦然甚明」的作用，李太宗也為此而把年號改為「明道」。
另外，據阮朝典籍所稱，這部《刑書》共有三卷，已不傳。

## 歷史意義
越南李朝的制定《刑律》，影響了以後封建王朝的法律制度，陳朝的《刑書》及後黎朝的《洪德法典》，均曾參照此書。據越共學術機關的說法，李朝的《刑書》也是越南國家基礎的重要規章，因它「采用了很多符合於封建刑事法律的一般性的殘酷的刑罰，可是這也為審理案件打下了法理基礎，因而對各級官吏任意玩弄職權起了限制作用。《刑書》的問世是越南法權史上的一件重大事件，證明中央集權國家已具有相對穩定的性質；同時，也建立了相對完備的機構」。

### 引用
1. 1 2  越南社會科學委員會《越南歷史》，北京人民出版社，166頁。
2. ↑  吳士連 等：《大越史記全書·李紀·太宗皇帝》，東京大學東洋文化研究所，231頁。
3. ↑  潘清簡 等：《欽定越史通鑑綱目》正編卷之三，明道元年，「頒刑書」條。
4. ↑  《東南亞歷史詞典·「李朝刑書」條》，上海辭書出版社，206頁。